# Budy (Onomyšl)
Budy (deutsch Buda) ist ein Ortsteil der Gemeinde Onomyšl im Okres Kutná Hora, Tschechien. Die Einschicht liegt 3,5 Kilometer östlich von Uhlířské Janovice und hat keine ständigen Einwohner.

## Geographie
Budy befindet sich am Südwestrand des Budský les (Budaer Wald) auf einer Wiese an der Quelle des Baches Onomyšlský potok in der Böhmisch-Mährischen Höhe. Südlich erhebt sich die Březina (Schandauer Berg, 555 m n.m.); im Westen erstreckt sich der Bergsporn Na Skalce (555 m n.m.), dahinter liegt der Quellgrund des Baches Mančický potok.
Nachbarorte sind Křečovice und Onomyšl im Norden, Košice und Samek im Nordosten, Nepoměřice und Miletice  im Osten, Kraličky und Svatý Jan t. Krsovice im Südosten, Žandov und Sudějov im Süden, Janovická Lhota im Südwesten, Rašovice im Westen sowie Netušil und Mančice im Nordwesten.

## Geschichte
Die Siedlung Buda entstand um ein obrigkeitliches Jägerhaus der Herrschaft Petschkau. Buda war der Sitz eines der Forstreviere der Herrschaft, das eine Fläche von 287 Joch 841 Quadratklafter Nadelwald bewirtschaftete. Im Jahre 1840 bestand das Dörfchen Buda bzw. Budy aus drei Häusern mit 19 Einwohnern, darunter das Jägerhaus. Pfarrort war St. Anna.
Nach der Aufhebung der Patrimonialherrschaften bildete Budy eine Ansiedlung der Gemeinde Vonomyšl im Gerichtsbezirk Kohljanowitz, Caslaver Kreis. Ab 1868 gehörte die Siedlung zum Bezirk Kuttenberg. Als Ortsteil von Onomyšl wurde Budy erstmals im Jahre 1900 aufgeführt. In der zweiten Hälfte des 20. Jahrhunderts wurde die abgelegene und nur über einen Weg erreichbare Siedlung von den Bewohnern verlassen. Von den ehemals drei Häusern ist nur noch das Forsthaus erhalten, das nach der amtlichen Statistik auch nicht mehr als Wohngebäude gilt. Sowohl beim Zensus von 1991 als auch von 2001 hatte Ortsteil keine ständigen Einwohner, ebenso keine Wohnhäuser.

## Ortsgliederung
Der Ortsteil Budy ist Teil des Katastralbezirkes Onomyšl.

## Sehenswürdigkeiten
- Aussichtsturm Březina, südlich von Budy